# 施其樂
施其樂牧師（英語：Rev. Carl Thurman Smith，1918年3月10日—2008年4月7日），美國來港傳教士，香港及澳門歷史學家。

## 生平
施其樂牧師於1918年在美國俄亥俄州戴頓（Dayton）市出生，畢業於美國印地安那州德葩大学後進入紐約協和神學院攻讀神道學碩士，1943年畢業後，獲Evangelical and Reformed Church（現時的United Church of Christ）按立牧職，並先後在紐約及費城牧會。1960年在耶魯大學學習廣東話數個月後，施牧師決定投身海外宣教工作，加入United Board for World Ministries，1961年奉派至香港。1961至62年間，施牧師在中華基督教會位於屯門何福堂會所的香港神學院任教神學。1962年香港神學院併入崇基神學院，1968年，崇基神學院加入崇基學院，成為哲宗系下的神學組。施牧師成為神學組唯一的全職講師，至1970年休假回國。1972至76年起任神學組兼職講師，76年起為榮譽講師（Honorary Lecturer）。1995至1999年間，任神學組的副研究員。期間在1996至1997學年任教香港基督教史。
他在神學院開始任教基督教在華歷史時，發現當時的資料只限於傳教士及他們的事工，並沒有任何對華人教徒的情況與處境。他從各種資料入手從中整理一些早期教會與華人關係，自此開始香港基督教本地史的研究工作。其後用了約25年時間，研究及整理了大量香港歷史檔案館館藏的檔案和文獻、報章及論著，翻閱的官方報告、憲報通告、田土廳紀錄、地圖、立法局會議記錄、港督與倫敦的通信等，加上其他如中、英文報章、教會檔案、私人通信，甚至遺囑及訃聞等，以及實地考察，把香港不同的發展面貌包括地區歷史重構、毫不起眼的人物、華人組織、過往甚少學者注意的群體涉外婚婦、華人基督徒以及他們與教會的關係、少數族裔、遺囑等，共抄下139,922張以人物為中心的雙面資料咭，名為施其樂牧師資料集 （页面存档备份，存于），幫助本地史研究者尋找自19世紀中葉以來，與香港、澳門和中國沿岸城市有關的人物、機關組織、建築物、道路、田土事宜及重要事件的基本資料和資料來源，把過往官方記錄式的本地史研究方法帶進新的領域。
在此之前，香港本地史研究在學術界並未受到重視；西方學者對香港本地史的研究對象重點集中於新界五大氏族；在大學講師教授香港本地史的文獻來源則從一些香港殖民地時期官員的角度撰寫，在這類著作普遍只研究何東家族、何啟和孫中山等人。
2008年4月7日，施其樂於澳門鏡湖醫院病世。

## 榮譽
澳門大學榮譽博士

## 著作
- 施其樂牧師資料集 （页面存档备份，存于）
- Online Catalogue of the Carl Smith Collection 施其樂牧師藏品集線上目錄 - Hong Kong (China). Public Records Office (香港政府檔案處) （页面存档备份，存于）
- Smith, Carl T. (2005). Chinese Christians: Elites, Middlemen, and the Church in Hong Kong. Hong Kong: Hong Kong University Press.（華人基督徙︰精英、中間人與香港教會）
- Smith, Carl T. A Sense of History: Studies in the Social and Urban History of Hong Kong. Hong Kong: The Hong Kong Educational Publishing Co.（歷史的意識︰香港社會與都市歷史的研究）
- 施其乐，《一份受过洗礼的华人基督徒名册》，载于《历史的觉醒——香港社会史论》，香港教育图书公司，1999年